# Daniel Amartey
Daniel Amartey (21 december 1994, Accra) is een Ghanees voetballer die doorgaans als centrale verdediger speelt. Hij verruilde Leicester City in de zomer van 2023 voor Beşiktaş. Amartey debuteerde in 2015 in het Ghanees voetbalelftal.

## Clubcarrière
Amartey speelde in Ghana bij International Allies, waar hij in 2013 werd opgepikt door het Zweedse Djurgårdens IF. Op 31 maart 2013 debuteerde hij in de Zweedse Allsvenskan tegen Helsingborgs IF. Na 31 wedstrijden in het shirt van de Zweden werd Amartey in juli 2014 voor een bedrag van 2,5 miljoen euro verkocht aan FC Kopenhagen. De centrumverdediger tekende een vijfjarig contract in de Deense hoofdstad. Op 20 juli 2014 debuteerde hij voor FC Kopenhagen in het competitieduel tegen Silkeborg IF. Op 18 januari verhuisde Amartey naar Leicester City. Hij werd getransfereerd voor een bedrag van 6,6 miljoen euro, dat door middel van bonussen kon oplopen tot acht miljoen euro. Hij won in mei 2016 met Leicester City de Premier League. Het was het eerste landskampioenschap in het bestaan van de club.

## Interlandcarrière
Amartey werd door bondscoach Avram Grant geselecteerd voor Ghana om deel te nemen aan het Afrikaans kampioenschap voetbal 2015.

## Erelijst
| Competitie              |               |               |               |               |
| Competitie              | Aantal        | Jaren         |               |               |
| FC Kopenhagen           | FC Kopenhagen | FC Kopenhagen | FC Kopenhagen | FC Kopenhagen |
| ----------------------- | ------------- | ------------- | ------------- | ------------- |
| Beker van Denemarken    | 1x            | 2014/15       |               |               |
| Leicester City          |               |               |               |               |
| Kampioen Premier League | 1x            | 2015/16       |               |               |
| FA Cup                  | 1x            | 2020/21       |               |               |